# Фердинанд III (великий герцог Тосканский)
Фердинанд Йозеф Йохан Баптист Австрийский (нем. Ferdinand Josef Johann Baptist von Österreich, итал. Ferdinando Giuseppe Giovanni Battista d'Asburgo-Lorena; 6 мая 1769, Флоренция — 18 июня 1824, Флоренция) — великий герцог Тосканы в 1790—1801 и 1814—1824 годах, курфюрст и великий герцог Зальцбурга в 1803—1806 годах, великий герцог Вюрцбурга в 1806—1814 годах.

## Биография
Фердинанд был вторым сыном императора Священной Римской империи Леопольда II и Марии Луизы, инфанты Испанской. Он унаследовал от отца великое герцогство Тосканское в 1790 году. Будучи любителем искусства, он прибавил к собранию своих предков Медичи несколько новых приобретений, включая Рафаэлеву «Мадонну дель Грандука».
Усилиями англичан он выступил против Франции, за это его земли в 1796 году были оккупированы армией Наполеона Бонапарта, а в 1799 году окончательно завоеваны. Он правил Тосканой до 1801 года, когда Наполеон превратил его герцогство в королевство Этрурия и отдал его наследнику герцогства Пармского из династии Пармских Бурбонов. В компенсацию Фердинанд получил Зальцбургское курфюршество.
По Пресбургскому миру 1805 года Фердинанд был вынужден уступить Зальцбург, но получил созданное для него великое герцогство Вюрцбург. Он оставался правителем в нем до падения Наполеона в 1814 году, после чего вновь вернулся в Тоскану.
Умер во Флоренции в 1824 году, ему наследовал его сын Леопольд.

## Семья
С 1790 года был женат на Луизе Марии Бурбон-Сицилийской (1773—1802), дочери Фердинанда I и Марии Каролины Австрийской. Дети:
- Каролина Фердинанда Тереза (1793—1802)
- Франциск Леопольд (1794—1800)
- Леопольд II (1797—1870), великий герцог Тосканский
- Мария Луиза Жозефа (1799—1857)
- Мария Тереза (1801—1855), супруга короля Сардинии Карла Альберта.

В 1821 году Фердинанд женился во второй раз на Марии Фердинанде Саксонской (1796—1865), детей у них не было.